# Kuroch (rzeka)
Kuroch – rzeka, prawy dopływ Baryczy o długości 32,39 km i powierzchni zlewni 211,59 km².
Źródła rzeki znajdują się w okolicach Jankowa Zaleśnego. Przepływa przez wsie: Daniszyn, Kuroch i Gliśnica, a uchodzi do Baryczy w pobliżu Odolanowa.
Na rzece znajduje się 11 jazów, a na terenie jej dorzecza znajdują się stanowiska archeologiczne – kurhany na terenie Dąbrów Krotoszyńskich.